# Проспект-Крик
Проспект-Крик (англ. Prospect Creek) — река в Австралии. Длина — 17 км.
Река известна построенным в верховьях одноимённому водохранилищу, благодаря которому перестала пересыхать (формально перестала быть криком, пересыхающим водотоком). Русло на всей протяжённости протекает по территории Сиднея, впадая в реку Джорджес.
В реке обитают кефаль, лещ, речная чёрная рыба, карп и другие рыбы, но рыбалка на Проспект-Крик строго ограничена. Во время прилива в реке иногда наблюдались акулы.